# Marina Lambrini Diamandis
Marina Lambrini Diamandis, connue professionnellement sous son nom de scène Marina (anciennemment Marina and the Diamonds), (née le 10 octobre 1985 à Abergavenny, au Pays de Galles), est une auteure-compositrice-interprète britannique. Grandissant dans son Pays de Galles natal, Marina déménage à Londres pour débuter une carrière de chanteuse malgré sa faible expérience en la matière. Après avoir sorti un EP limité à seulement 70 exemplaires en 2007, elle en sort un deuxième, The Crown Jewels EP, sous le label Neon Gold Records en 2009. Cette année là, Marina devient célèbre outre-manche après être arrivée en seconde position du sondage BBC Sound of 2010, derrière Ellie Goulding. Son premier album, The Family Jewels, sort alors en 2010, suivi en 2012 d'un deuxième opus, Electra Heart. Certifié or au Royaume-Uni et aux États-Unis, l'album comporte plusieurs succès internationaux.
En mars 2015, Marina Diamandis publie son troisième album, Froot, qui fait sa première entrée dans le top 10 du Billboard 200 américain. Le 26 avril 2019 sort son quatrième album, Love + Fear qui se hisse au cinquième rang du classement des albums britanniques. Son cinquième album, Ancient Dreams in a Modern Land, sort le 11 juin 2021.

## Biographie

### Jeunesse
Marina Diamandis est née le 10 octobre 1985 à Abergavenny, au pays de Galles, d'un père grec et d'une mère galloise. Ces derniers se sont rencontrés à l'Université de Newcastle et se sont séparés lorsque Marina avait quatre ans. Celle-ci a par ailleurs une sœur aînée. Lorsque Marina a 16 ans, elle rejoint son père en Grèce pour se lier à sa culture et apprendre la langue. Elle y chantera des musiques folkloriques grecques avec sa grand-mère. Elle obtient le baccalauréat à l'école de l'ambassade britannique de Sainte-Catherine à Athènes. Elle retourne deux ans plus tard au Royaume-Uni et nourrit une véritable obsession pour devenir chanteuse. Afin de rejoindre Londres, elle a travaillé dans une station-service pour gagner de l'argent.
Après avoir abandonné l'université, Marina Diamandis déménage finalement dans la capitale britannique à l'âge de dix-huit ans où elle fréquente une école de danse pendant deux mois. Elle prend par la suite des cours de chant pendant un an à la Vocaltech West London Music School, en 2005.
Elle auditionne pour des comédies musicales telles que Le Roi Lion. Marina Diamandis a admis avoir auditionné pour un boys band reggae sous contrat avec Virgin Records en 2005, pour essayer de se faire une place sur la scène musicale. Elle dit qu'elle était « délirante avec entrain » et décide finalement de s'habiller avec un costume d'homme pour essayer de divertir le label pour qu'il l'engage, ce qui a été un échec. Elle est cependant rappelée par le label une semaine plus tard,.
Ne se rendant par la suite plus aux auditions, Marina se forme elle-même. Elle apprend en autodidacte à jouer du piano. Elle attire l'attention de Derek Davies, en 2008, qui la pilote pendant six mois. Il affirme que Marina possède un style vocal et une écriture puissante qui ne ressemblent à ceux de personne d'autre. Marina Diamandis est synesthète et voit ainsi les notes de musique et les jours de la semaine de différentes couleurs.

### Débuts (2005–2009)

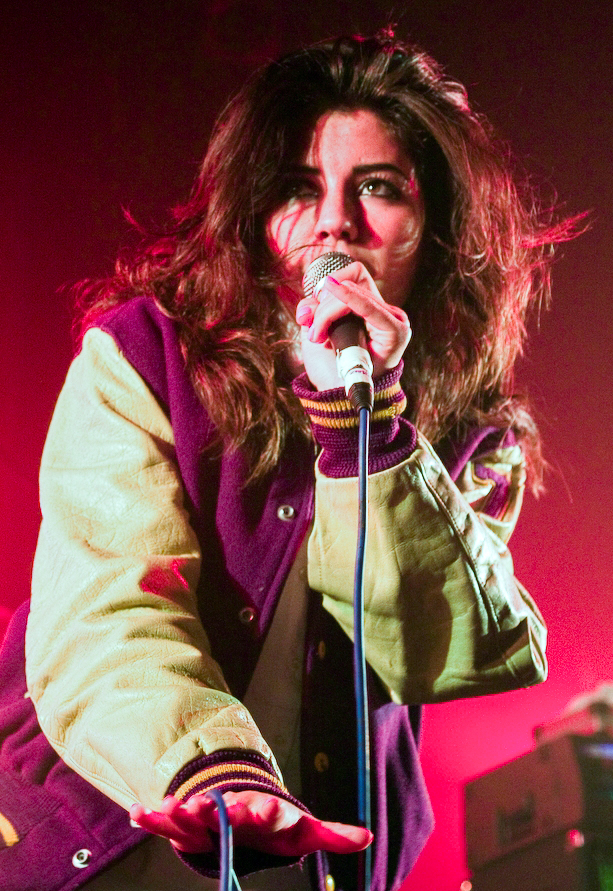
Marina and the Diamonds chantant au NME Radar Tour le 3 octobre 2009 à Newcastle upon Tyne au Royaume-Uni.

Marina Diamandis crée en 2005 le nom d'artiste « Marina and the Diamonds ». Il est constitué de son prénom et de la traduction anglaise de son nom de famille qui signifie « diamants » en grec. Bien que la partie « the Diamonds » soit souvent considérée par erreur comme se référant aux musiciens l'accompagnant, elle est en fait dédiée aux fans de la chanteuse : elle l'explique sur son Myspace en disant « Je suis Marina. Vous êtes les diamants. ».
De l'origine de ce nom, elle dit ainsi : « Je n'ai jamais pensé créer un personnage, un projet pop, un groupe ou un artiste solo. J'ai vu un simple groupe constitué de nombreuses personnes qui avaient le même cœur. Un espace dédié aux gens ayant des idéaux similaires, qui ne peuvent pas rentrer dans le moule pré-fabriqué de la vie. J'ai longtemps été mal à l'aise ! J'aspirais vraiment à faire partie d'un groupe parce que je ne me suis jamais sentie vraiment connectée à quelqu'un et maintenant je sens que j'ai tout ce que je recherchais autour de moi »
Les premières démos de Marina Diamandis sont composées et produites avec le logiciel d'Apple GarageBand. Elle trouve sur le réseau Gumtree.com quelqu'un pour produire quelques chansons, qu'elle paye £500. Terminées, les chansons composent l'EP Mermaid Vs. Sailor EP qui sort le 23 novembre 2007 et est vendu par l'intermédiaire de la page Myspace de Marina Diamandis. Seuls 70 exemplaires sont édités, au format CD-R.
En janvier 2008, elle est découverte par Derek Davies, le cofondateur du label Neon Gold Records. Il lui propose plus tard dans l'année de faire la première partie des concerts du chanteur belge Gotye. La même année, elle signe en octobre un contrat chez 679 Recordings, filiale de Warner Music Group.
Le premier single de Marina Diamandis est une double face A, constituée des chansons Obsessions et Mowgli's Road, qui sort le 19 novembre 2008 sous le label Neon Gold Records. Il est suivi par son deuxième EP, The Crown Jewels EP, qui sort le 1er juin 2009 dont est extrait le second single de la chanteuse, I Am Not a Robot. Son premier single sortant sous le label Warner Music Group est une nouvelle version de Mowgli's Road, réenregistrée pour l'occasion. La chanson est distribuée au Royaume-Uni sous le label 679 Recordings et aux États-Unis sous le label Atlantic Records, à partir du 13 novembre 2009. Le 7 décembre 2009, elle est annoncée comme faisant partie des nommés du sondage BBC Sound of 2010, et le 7 janvier 2010, elle est récompensée par la deuxième place derrière Ellie Goulding.

### The Family Jewels(2009–2010)
À la suite de la sortie en single de Mowgli's Road en novembre 2009, la chanson Hollywood devient le 31 janvier 2010 le second single de l'album The Family Jewels. Ce dernier sort dans le monde entier entre le 15 février 2010 (en Irlande) et le 19 août 2010 (en Argentine). Au Royaume-Uni, où il sort le 22 février 2010, il est certifié disque d'argent dès le 19 février grâce aux pré-commandes. La chanson I Am Not a Robot ressort en tant que 3e single de l'album le 26 avril 2010, Marina Diamandis expliquant que « [...] les gens semblent s'identifier à la chanson quel que soit leur genre ou leur âge. ».
Oh No! devient le 4e single de l'album le 2 août 2010. Shampain devient le 5e single de l'album le 11 octobre 2010.

### Electra Heart(2011–2013)

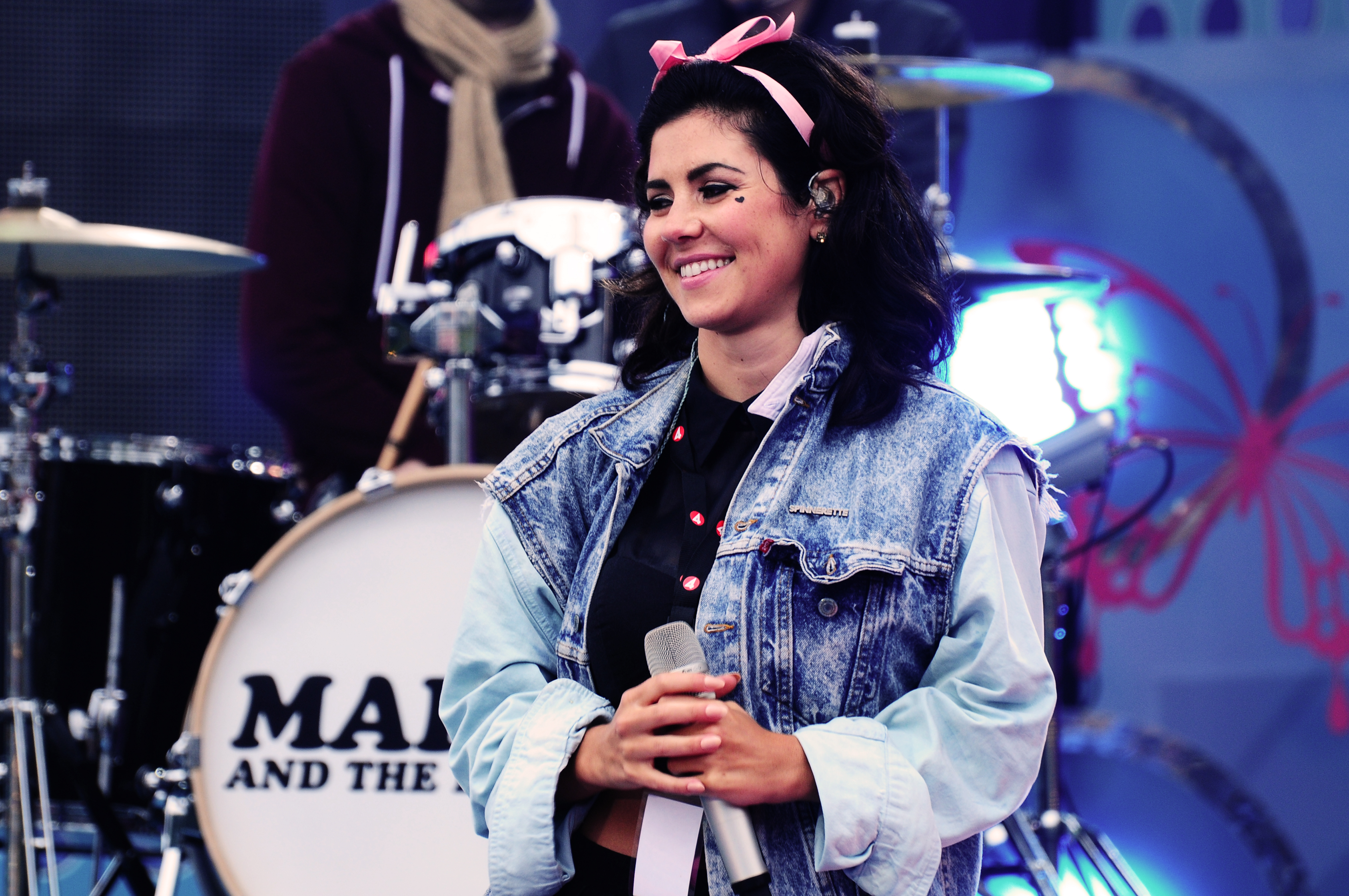
Marine en 2012 pour la promotion d'Electra Heart pour une émission de télévision suédoise.

Au mois de février 2012, Marina Diamandis annonce la sortie de son deuxième album, Electra Heart. Celui-ci sort le 30 avril 2012 et contient entre 12 et 16 titres selon les versions (version standard ou version deluxe). Primadonna, premier single issu de ce nouvel album, est disponible en téléchargement le 14 avril. En mai 2012, Electra Heart décroche la première place des meilleures ventes d'album au Royaume-Uni et en Irlande. En 2012, elle assure la première partie de plusieurs concerts de Coldplay, dont celui au Stade de France le 2 septembre. Elle déclare que cet album lui est inspiré par Marilyn Monroe et Madonna.

### Froot(2013–2015)

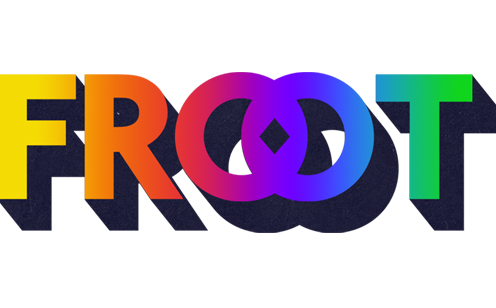
Logo du troisième album de la chanteuse, Froot.

Marina and the Diamonds annonce au début de 2013 avoir commencé à écrire des chansons pour son troisième album. L'album sort le 13 mars 2015. Lors d'un interview avec The Guardian, elle dit que le nom de l'album était volontairement dysorthographié pour des raisons visuelles, c'est-à-dire pour que les deux 'o' puissent être liés. Pour cet album, le guitariste et le bassiste étaient Alex Robertshaw et Jeremy Pritchard du groupe anglais Everything Everything. Le batteur était Jason Cooper du groupe anglais The Cure. Après avoir écrit son deuxième album, Electra Heart, avec Dr. Luke, Greg Kustin, Rick Nowells, et d'autres, Diamandis décide d'écrire ce nouvel album toute seule.
Marina Diamandis décide de sortir des singles mensuels dans le cadre ce qu'elle appelle « Froot of the month » rappelant le thème de son album, les fruits. Chaque mois elle révèle un nouveau single qui sera associé à un nouveau fruit. Le premier single de l'album, Froot, est dévoilé le jour de l'anniversaire de Marina Diamandis, le 10 octobre. Le second single de cet album, la ballade Happy, est publié le 12 décembre 2014. Le 2 février 2015, Marina and the Diamonds révèle son troisième single, I'm a Ruin. Son clip est officiellement publié le 5 février 2015. Dans ce clip, la chanteuse pose dans de robes fluides dans le paysage rocheux et montagneux de Lanzarote, et à la fin de la vidéo, elle est montrée en plongeant parmi un groupe de méduses. Le cinquième « fruit du mois » est la pomme et le single s'appelle Forget, et sort le 3 mars 2015, et le clip officiel, le lendemain, 4 mars 2015. Le 16 juillet 2015, le clip de Blue est mis en ligne. La vidéo montre Marina dans les manèges du parc d'attraction DreamLand, en train de tenir un stand, dans une attraction à sensations et en tant que voyante.
Le Neon Nature Tour est la troisième tournée de Marina Diamandis, consacré à son troisième album Froot, sorti en 2015. Le début de la tournée est annoncé après la publication de l'album, le 23 juin 2015. La tournée commence le 12 octobre à Houston, au Texas au Revention Music Center, et se termine le 20 mars 2016 à Santiago, au Chili, après un total de 51 concerts en 6 mois.

### Love + Fear(2016–2019)
Après une longue pause, Marina annonce par le biais des réseaux sociaux que le premier single sortirait le 8 février 2019. Il s'appelle Handmade Heaven et sort en même temps que le clip. Le 25 février 2019, Marina poste un extrait du deuxième titre, Superstar, et annonce sa sortie pour le 1er mars 2019. Le 21 mars 2019, elle publie Orange Trees en single promotionnel. Le clip sort le lendemain. Le 4 avril 2019, Marina sort l'intégralité de la partie Love de l'album. Le 8 avril 2019, le clip de To be Human sort. Le 26 avril 2019, la partie Fear est publiée en ligne, le même jour que la sortie de l’album. tournée Love + Fear Tour s'ensuit, passant par le Royaume-Uni, les États-Unis, le Canada et plusieurs pays européens. Elle débute officiellement en avril 2019 au Royaume-Uni et s'est achevée le 18 novembre 2019[réf. nécessaire].

### Nouveaux albums (depuis 2020)
Marina confirme dans une interview avec Grazia Italia publiée le 23 novembre 2019 qu'après une « pause de 2 semaines », elle « reprendra l'écriture de son nouveau disque ». Le 29 janvier 2020, EW.com a publié un article sur la bande-son de À tous les garçons : P.S. Je t'aime toujours qui comprend une nouvelle chanson originale de Marina intitulée About Love. Elle avait prévu en 2018, avec la chanteuse Lana Del Rey un duo très attendu par les fans, celui-ci n'a toujours pas vu le jour. En attendant la sortie de son 5e album prévu en 2021, elle publie un nouveau morceau intitulé Man's World le 18 novembre 2020. Dans son prochain album, l'interprète ne s'entourera que de femmes et Marina assure qu'il sera « socio-politique » et dans la veine de la chanson Man's World. Le 14 avril 2021 Marina sort Purge the Poison. Elle succède à Man's World, sortie en novembre 2020, les deux singles faisant partie de l’album Ancient Dreams in a Modern Land, à paraître le 11 juin 2021. Dans ce nouveau morceau, l’artiste y dénonce sans langue de bois comment l’être humain détruit la Terre et se détruit lui-même.
Sur l'album Ancient Dreams in a Modern Land, il est largement question d'émancipation et de sororité, thèmes que l'on retrouve déjà dans le premier extrait Man's World, où Marina chante notamment « Burnt me at the stake, you thought I was a witch / Centuries ago, now you just call me a bitch ». La sorcellerie et la magie seront d'ailleurs au centre des visuels de cette ère comme en témoigne la pochette de l'album où, glissée dans une tenue digne de Wonder Woman, la chanteuse manipule la nature. Mais aussi les paroles de son nouveau single Purge the Poison, titre rétro aux accents pop rock produit par Jennifer Decilveo (Anne-Marie, Ben Platt).
L'album Eat the World - A Collection of Poems by Marina Diamandis sort le 29 octobre 2024. Saluée par le New York Times pour avoir « redéfini les chansons sur le passage à l’âge adulte et ses conséquences avec franchise et intelligence astucieuse », Marina plonge encore plus loin dans les traumatismes, la jeunesse et les hauts et les bas des relations dans ces poèmes autobiographiques. En 2025, Marina publie son nouveau single Cupid's Girl.

## Image publique
Marina Diamandis attribue son statut d'icône gay à son côté camp et à son sens de l'humour, en plus des paroles de ses chansons sur le fait de ne pas correspondre aux normes sociales. En 2012, elle remporte le prix de la meilleure musique lors de la remise des prix du magazine gay Attitude,.
Elle est la tête d'affiche d'un événement de la NYC Pride en juin 2016, à la suite de la fusillade de la boîte de nuit d'Orlando, en portant une cape à rayures arc-en-ciel.
Marina Diamandis minimise sa popularité dans la communauté gay afin d'éviter de ressembler à une « pop star clichée » et espère qu'un jour l'acceptation signifiera que les gens ne s’étiquetteront plus en fonction de leur sexualité.
Elle est féministe et soutient les personnes LGBTQIA+,,. Elle conteste les normes de beauté en parlant de la vieillesse et de ses cheveux gris.
Certaines de ses chansons abordent la santé mentale (dépression, anxiété) telles que Happy, Numb, Are You Satisfied?, Living Dead, et Teen Idle. Sa chanson Eat The World (2024) parle de sa période boulimique.
En juillet 2023, elle indique souffrir de fatigue chronique.

## Membres

### Membres actuels
- Peter Carr – synthétiseur
- Dan Gulino – basse
- Jonathan Shone – clavier
- Sebastian Strassbürger – batterie

### Musiciens d'accompagnement
Marina Diamandis fait appel à un backing band pour l'accompagner lors de ses concerts :

### Anciens membres
- Ben Epstein – basse
- Nick Harsant – basse
- Nick Johnson – batterie
- Tom Holdroyd – guitare
- Chris Morris – batterie

## Discographie

### Albums studio
- 2010 : The Family Jewels
- 2012 : Electra Heart
- 2015 : Froot
- 2019 : Love + Fear (en)
- 2021 : Ancient Dreams In a Modern Land
- 2025 : Princess of Power

## Tournées

### En tant qu'artiste solo
- 2010–2011 : The Family Jewels Tour (en)
- 2012–2013 : The Lonely Hearts Club Tour (en)
- 2015 : The Froot Tour
- 2015–2016 : The Neon Nature Tour
- 2019 : Love + Fear Tour (en)[39]
- 2022 : Ancient Dreams in a Modern Land Tour

### En première partie
- 2009 : NME Tours (en)
- 2011 : California Dreams Tour
- 2011–2012 : Mylo Xyloto Tour

## Distinctions
| Année | Cérémonie ou récompense          | Prix                                      | Travail récompensé      | Résultat       |
| ----- | -------------------------------- | ----------------------------------------- | ----------------------- | -------------- |
| 2010  | BBC Sound of 2010                | Révélation musicale de l’année 2010       | Marina and the Diamonds | Deuxième place |
| 2010  | Brit Awards                      | Choix des critiques                       | Marina and the Diamonds | Nomination     |
| 2010  | NME Awards                       | Femme la plus séduisante                  | Marina and the Diamonds | Nomination     |
| 2010  | BT Digital Music Awards (en)     | Révélation musicale de l’année            | Marina and the Diamonds | Nomination     |
| 2010  | MTV Europe Music Awards          | Meilleur artiste britannique et irlandais | Marina and the Diamonds | Lauréat        |
| 2010  | UK Festival Awards (en)          | Révélation musicale de l’année            | Marina and the Diamonds | Nomination     |
| 2010  | 4Music Video Honours             | Femme la plus séduisante                  | Marina and the Diamonds | Huitième place |
| 2010  | 4Music Video Honours             | Révélation musicale de l’année            | Marina and the Diamonds | Dixième place  |
| 2010  | Virgin Media Music Awards        | Meilleur nouvel artiste                   | Marina and the Diamonds | Lauréat        |
| 2011  | Glamour Women of the Year Awards | Meilleur groupe                           | Marina and the Diamonds | Nomination     |
| 2012  | NME Awards                       | Femme la plus séduisante                  | Marina and the Diamonds | Nomination     |
| 2012  | Attitude Magazine Awards         | Meilleur musicien                         | Marina and the Diamonds | Lauréat        |